# Bañados de Otuquis
Los bañados de Otuquis son una zona baja y pantanosa en la región sur este de Bolivia, en la zona próxima a las fronteras con Paraguay y Brasil. Se encuentran ubicados en el departamento de Santa Cruz.

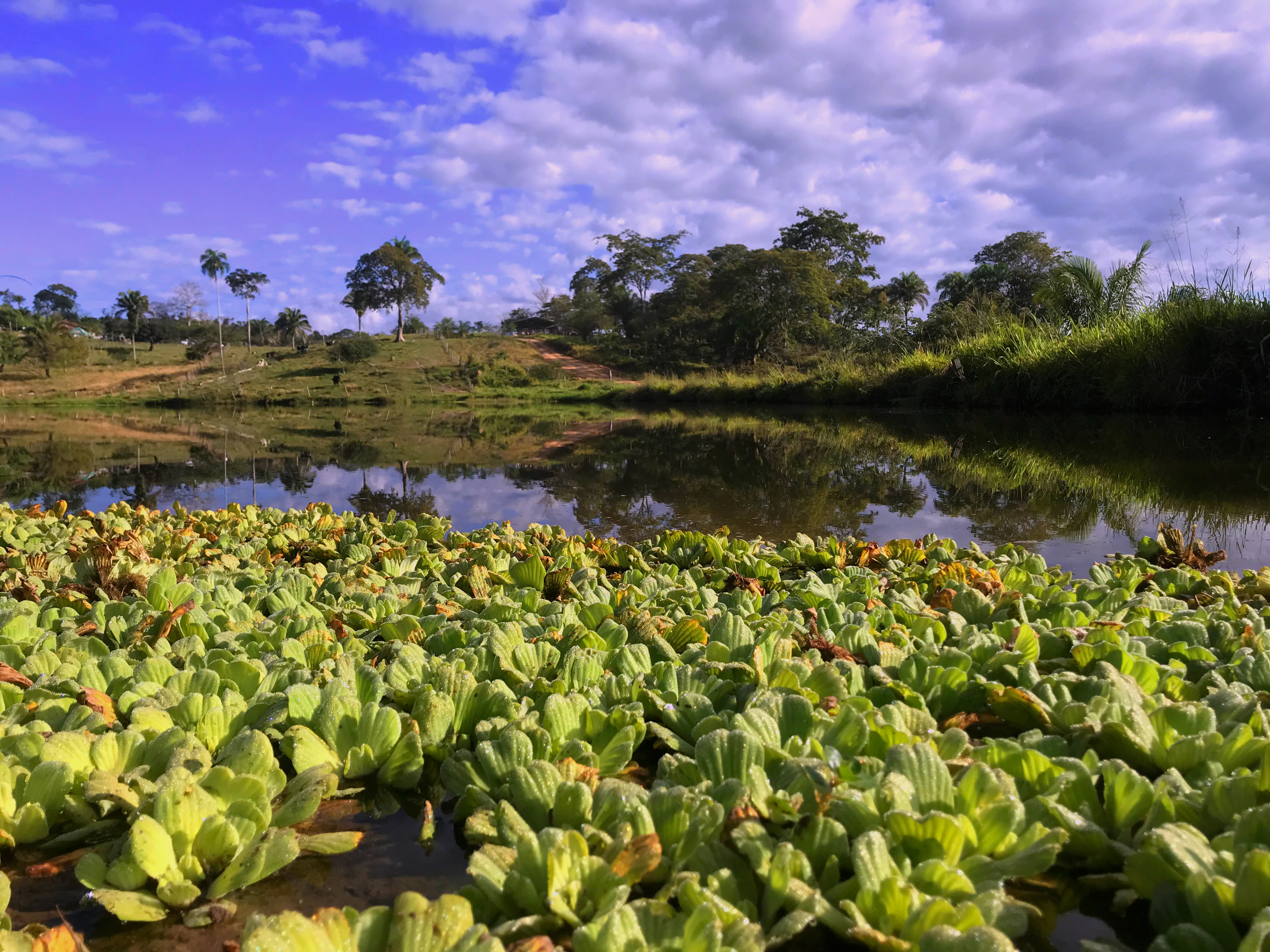
Parque Nacional de manejo Integrado de Otuquis.

Parte de la zona es ocupada por la reserva de Otuquis, que abarca 1 millón de hectáreas, de las cuales 900.000 ha son un parque nacional y 100.000 ha son área natural. La precipitación anual es de unos 1000 mm, el 80% produciéndose entre los meses de octubre y enero. 
En la zona habita el ciervo de los pantanos (Odocoileus dichotomus).
La red hidrogeográfica no posee un patrón definido, siendo mayormente una cuenca cerrada en la cual los cursos de agua nacen y desembocan en los ríos Paraguay y Negro. En cambio el río Otuquis en el norte corre en dirección este y sur y desemboca en el Pantanal, eventualmente descargando en el río Paraguay.